# Trachyandra
Trachyandra Kunth – rodzaj roślin należący do rodziny złotogłowowatych (Asphodelaceae), obejmujący 60 gatunków, występujących w Afryce, na obszarze od Etiopii i Somalii do Afryki Południowej i na Madagaskarze, a także w Jemenie. Gatunek Trachyandra divaricata został introdukowany do Australii. Najwięcej gatunków występuje endemicznie w Kraju Przylądkowym w Afryce Południowej.

## Morfologia

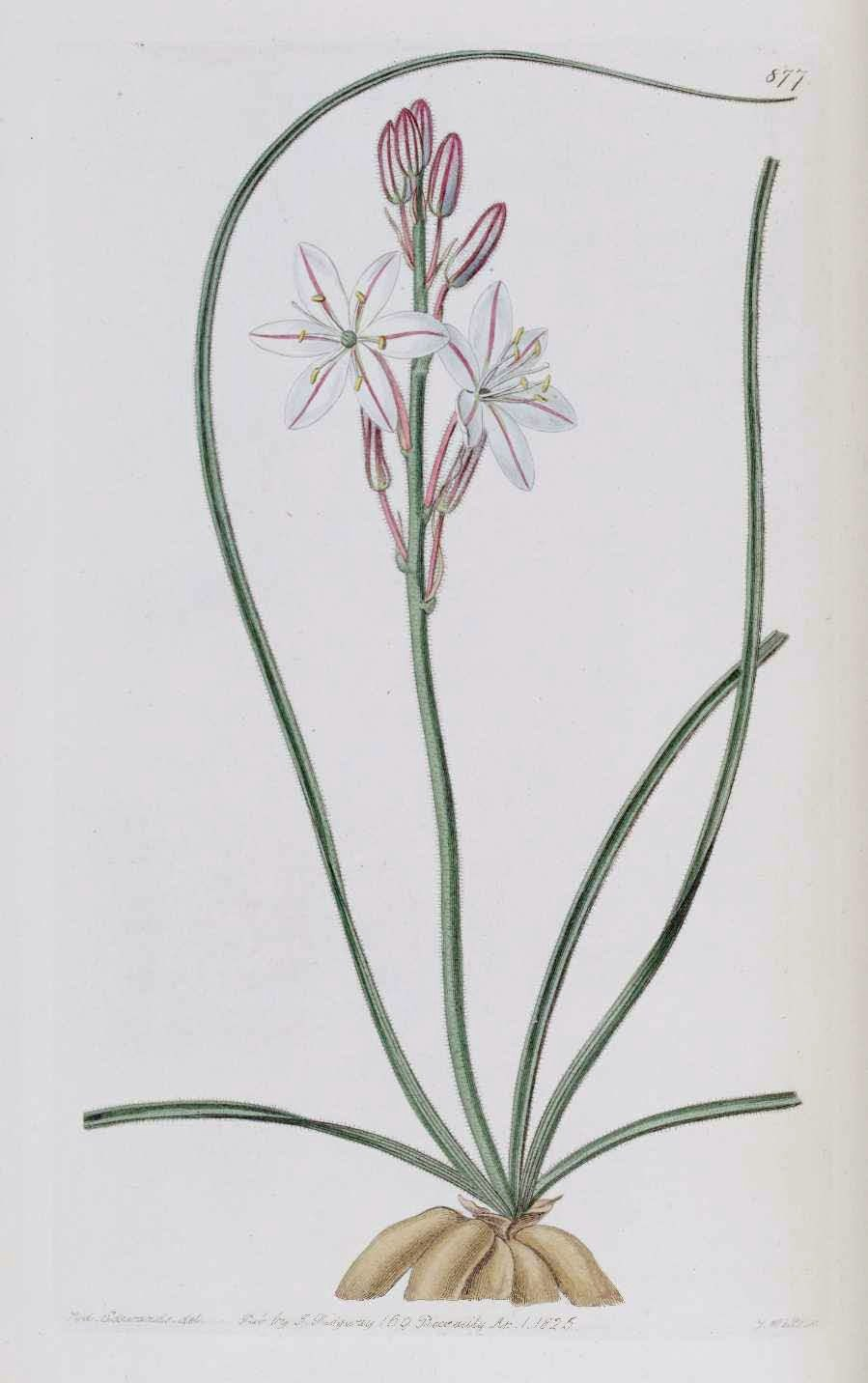
Trachyandra ciliata

PokrójWieloletnie, zróżnicowane, bezłodygowe rośliny gruboszowate, zielne lub krzewiaste o wysokości do 2 metrów.
PędyBulwiasty lub kłączasty kaudeks.
LiścieSkupione w rozetę, dymorficzne lub jednolite, na przekroju płaskie lub trójkątne do okrągłych, równowąsko-taśmowate, proste lub faliste, nagie lub gruczołowate.
KwiatyZebrane w groniasty, rzadziej wiechowaty kwiatostan, wzniesione do zwisających. Okwiat biały do fiołkoworóżowego. Sześć listków okwiatu położonych w dwóch okółkach, zewnętrzne węższe od wewnętrznych. Pręciki zrośnięte z nasadą listków okwiatu, o szorstkich nitkach, łączących się z łącznikiem od tyłu główki pręcika. Pylniki skierowane do wewnątrz. Zalążnia górna, kulista, trójkomorowa. Szyjka słupka stożkowata, zakończona główkowatym znamieniem.
OwoceKuliste torebki. Nasiona ciemnoszare do czarnych.

## Biologia
RozwójNiektóre gatunki są biegaczami.
Cechy fitochemiczneSpożywanie przez zwierzęta roślin z gatunku Trachyandra laxa powoduje u nich niedowład. W badaniach stwierdzono nadmierne spichrzanie lipofuscyny w neuronach zwierząt. Podobnie lipofuscynozę neuronalną skutkującą niedowładem stwierdzono w Australii u owiec i koni pożywiających się roślinami z gatunku Trachyandra divaricata.

## Systematyka

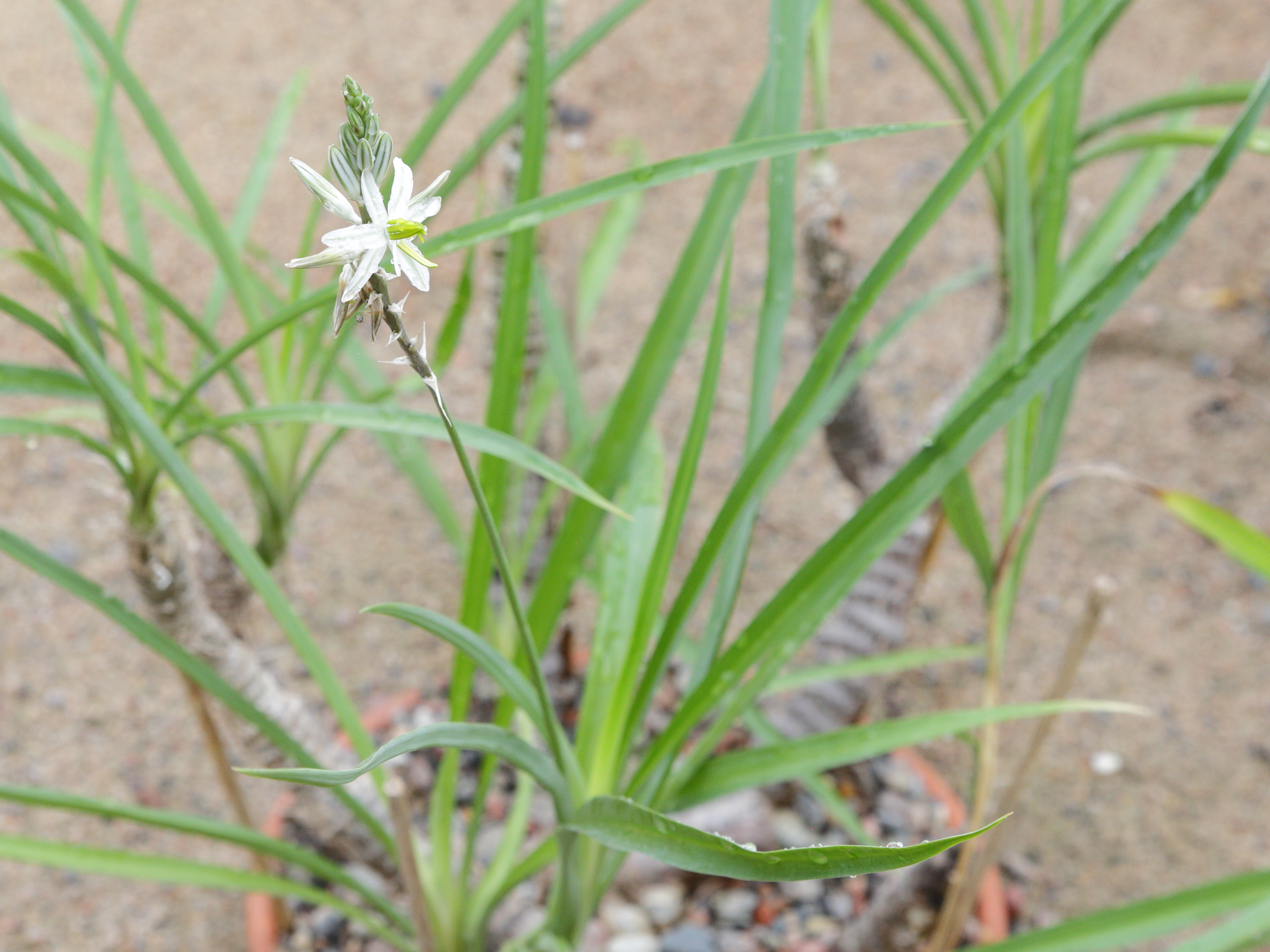
Trachyandra saltii

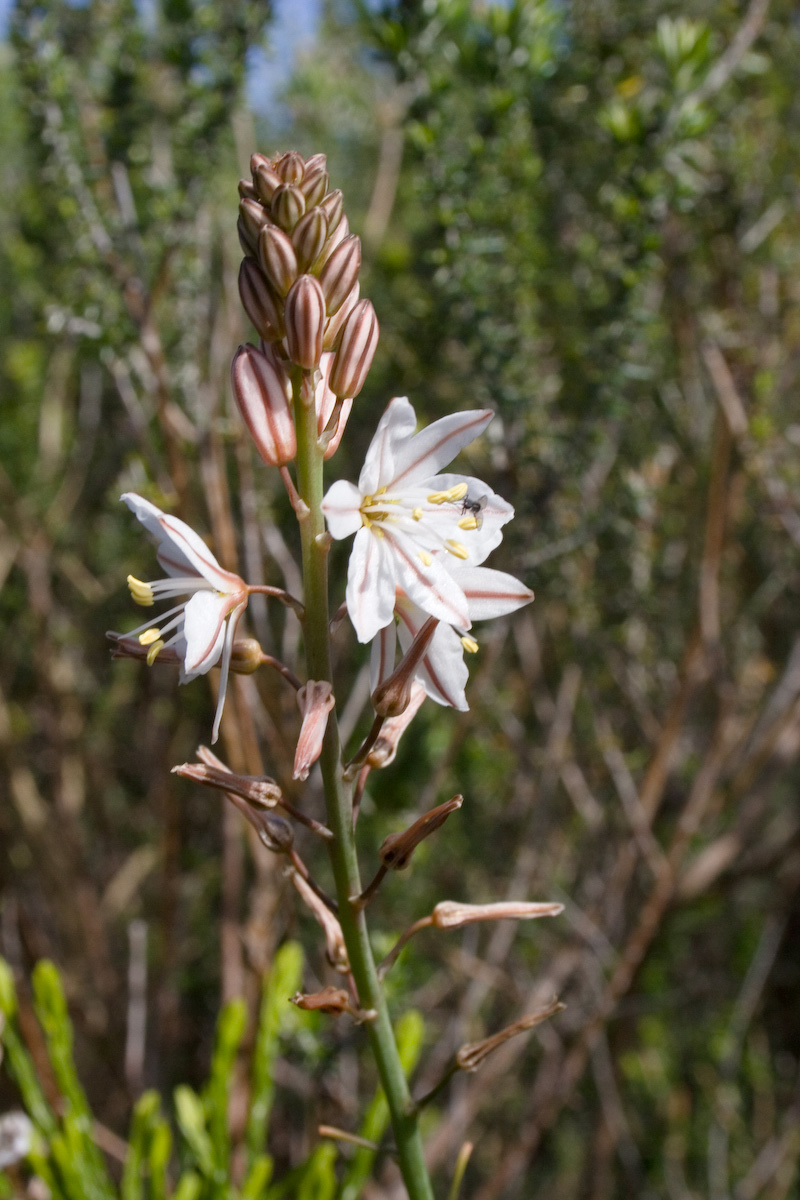
Trachyandra filiformis

Rodzaj z podrodziny Asphodeloideae z rodziny złotogłowowatych (Asphodelaceae).
Podział na sekcje wg Obermeyera
- sekcja Liriothamnus (Schlechter) Obermeyer: gatunki o nagich liściach, zewnętrznych nie zredukowanych do łusek, i prostych kwiatostanach
- sekcja Trachyandra: gatunki o nagich liściach, zewnętrznych zredukowanych do łusek, i rozgałęzionych kwiatostanach
- sekcja Glandulifera Obermeyer: rośliny o gruczołowato-omszonych liściach

Wykaz gatunków
- Trachyandra acocksii Oberm.
- Trachyandra adamsonii (Compton) Oberm.
- Trachyandra affinis Kunth
- Trachyandra arenicola J.C.Manning & Goldblatt
- Trachyandra aridimontana J.C.Manning
- Trachyandra arvensis (Schinz) Oberm.
- Trachyandra asperata Kunth
- Trachyandra brachypoda (Baker) Oberm.
- Trachyandra bulbinifolia (Dinter) Oberm.
- Trachyandra bulbosa Boatwr. & J.C.Manning
- Trachyandra burkei (Baker) Oberm.
- Trachyandra capillata (Poelln.) Oberm.
- Trachyandra chlamydophylla  (Baker) Oberm.
- Trachyandra ciliata (L.f.) Kunth
- Trachyandra dissecta Oberm.
- Trachyandra divaricata (Jacq.) Kunth
- Trachyandra ensifolia (Sölch) Roessler
- Trachyandra eriocarpa Boatwr. & J.C.Manning
- Trachyandra erythrorrhiza (Conrath) Oberm.
- Trachyandra esterhuysenae Oberm.
- Trachyandra falcata (L.f.) Kunth
- Trachyandra filiformis (Aiton) Oberm.
- Trachyandra flexifolia (L.f.) Kunth
- Trachyandra gerrardii (Baker) Oberm.
- Trachyandra giffenii (F.M.Leight.) Oberm.
- Trachyandra glandulosa (Dinter) Oberm.
- Trachyandra gracilenta Oberm.
- Trachyandra hantamensis Boatwr. & J.C.Manning
- Trachyandra hirsuta (Thunb.) Kunth
- Trachyandra hirsutiflora (Adamson) Oberm.
- Trachyandra hispida (L.) Kunth
- Trachyandra involucrata (Baker) Oberm.
- Trachyandra jacquiniana (Schult. & Schult.f.) Oberm.
- Trachyandra kamiesbergensi s Boatwr. & J.C.Manning
- Trachyandra karrooica Oberm.
- Trachyandra lanata (Dinter) Oberm.
- Trachyandra laxa (N.E.Br.) Oberm.
- Trachyandra malosana (Baker) Oberm.
- Trachyandra mandrarensis (H.Perrier) Marais & Reilly
- Trachyandra margaretae Oberm.
- Trachyandra mira C.W.Lin & C.H.Lee
- Trachyandra montana J.C.Manning & Goldblatt
- Trachyandra muricata (L.f.) Kunth
- Trachyandra oligotricha (Baker) Oberm.
- Trachyandra paniculata Oberm.
- Trachyandra patens Oberm.
- Trachyandra peculiaris (Dinter) Oberm.
- Trachyandra prolifera P.L.Perry
- Trachyandra pyrenicarpa (Welw. ex Baker) Oberm.
- Trachyandra revoluta (L.) Kunth
- Trachyandra sabulosa (Adamson) Oberm.
- Trachyandra saltii (Baker) Oberm.
- Trachyandra sanguinorhiza Boatwr. & J.C.Manning
- Trachyandra scabra (L.f.) Kunth
- Trachyandra smalliana Hilliard & B.L.Burtt
- Trachyandra tabularis (Baker) Oberm.
- Trachyandra thyrsoidea (Baker) Oberm.
- Trachyandra tortilis (Baker) Oberm.
- Trachyandra triquetra Thulin
- Trachyandra zebrina (Schltr. ex Poelln.) Oberm.

## Nazewnictwo

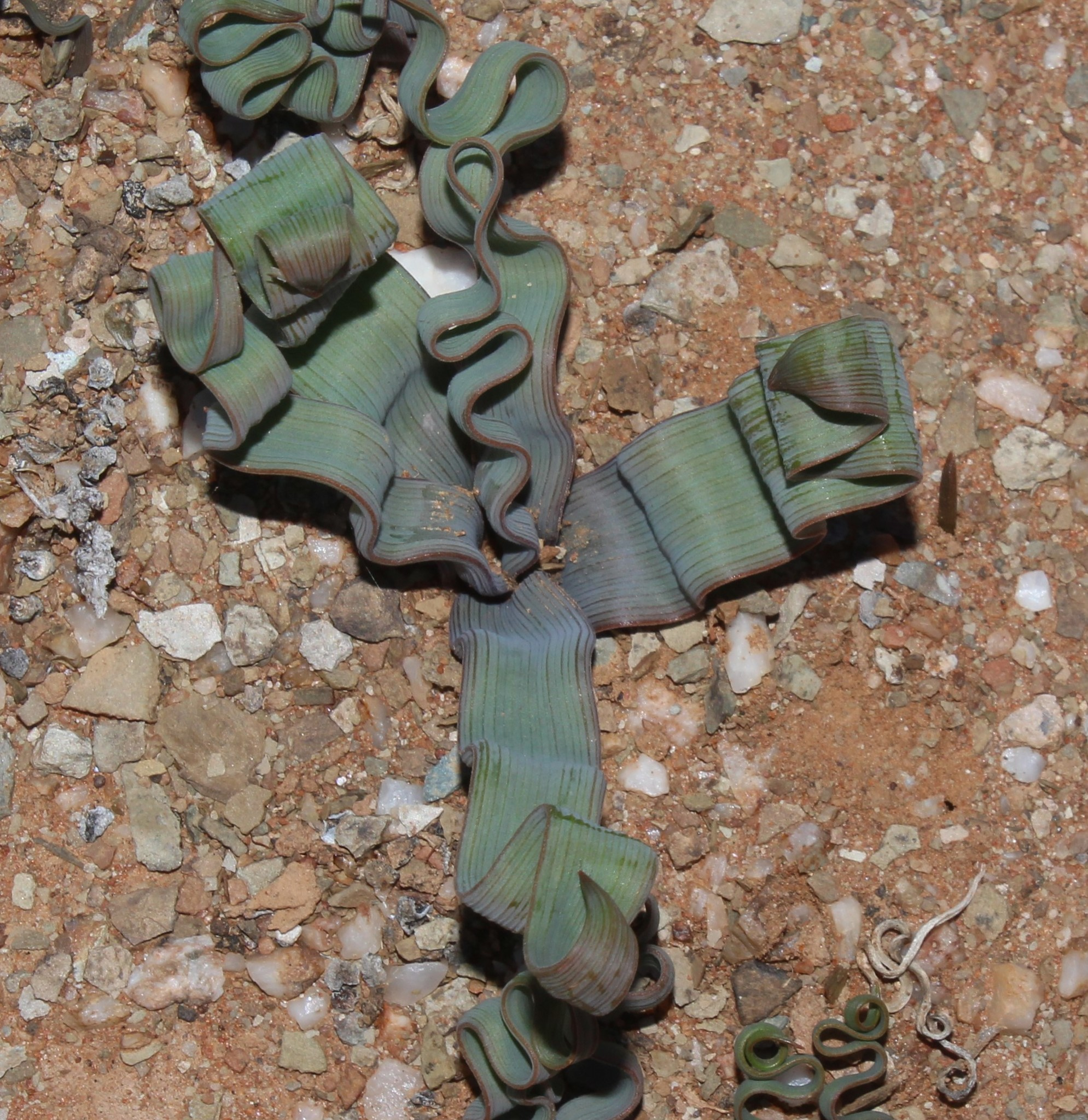
Liście Trachyandra tortilis

Etymologia nazwy naukowejNazwa naukowa rodzaju pochodzi od greckich słów τραχύς (trachis – szorstki) i άνδρος (andros – mężczyzna) i odnosi się do szorstkich nitek pręcików tych roślin.
Synonimy taksonomiczne
- Lepicaulon Raf., Fl. Tellur. 2: 27 (1837).
- Licinia Raf., Fl. Tellur. 3: 57 (1837).
- Obsitila Raf., Fl. Tellur. 2: 27 (1837), nom. rej.
- Trachinema Raf., Fl. Tellur. 2: 27 (1837).
- Dilanthes Salisb., Gen. Pl.: 70 (1866).
- Liriothamnus Schltr., Notizbl. Bot. Gart. Berlin-Dahlem 9: 145 (1924).

## Zagrożenie i ochrona
Dwa gatunki: T. peculiaris i T. erythrorhiza są ujęte w Czerwonej księdze gatunków zagrożonych IUCN ze statusem narażony na wyginięcie. Zagraża im przekształcanie i fragmentacja siedlisk w wyniku urbanizacji i rolnictwa oraz wypieranie przez gatunki inwazyjne.

## Zastosowanie
Rośliny ozdobneTrachyandra tortilis, charakteryzująca się długimi, taśmowatymi i poskręcanymi liśćmi, jest gatunkiem od niedawna spotykanym w uprawie jako roślina doniczkowa.
Rośliny leczniczeKorzenie roślin z gatunku T. laxa oraz ziele roślin z gatunku T. divaricata są stosowane do leczenia krztuścu i infekcji górnych dróg oddechowych.